# Ercole Magnaguti
Ercole Magnaguti (Mantova, 20 luglio 1832 – Mantova, 5 luglio 1892) è stato un politico italiana.

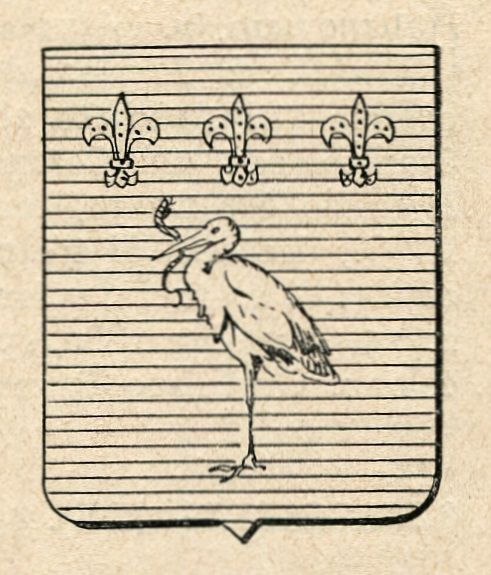
Stemma Magnaguti

Fu il primo  sindaco di Mantova dopo il passaggio della città dalla dominazione austriaca al Regno d'Italia nel 1866.

## Biografia
Nato a Mantova da nobile famiglia, dopo la laurea in legge si diede alla politica, entrando nel consiglio comunale della sua città. Dopo avere ricoperto la carica di assessore, venne eletto sindaco nel 1868.